# Pavonia propinqua
Pavonia propinqua är en malvaväxtart som beskrevs av Christian August Friedrich Garcke. Pavonia propinqua ingår i släktet påfågelsmalvor, och familjen malvaväxter. Inga underarter finns listade i Catalogue of Life.